# Lago Vanda
El lago Vanda es un lago en el valle Wright, en la Tierra de Victoria, Dependencia Ross, Antártida. El lago mide 5 km de largo y tiene una profundidad máxima de 75 m. En su orilla, Nueva Zelanda mantuvo la Estación Vanda desde 1968 a 1995. El lago Vanda es un lago hipersalino con una salinidad más de 10 veces superior a la del agua de mar, superior a que la salinidad del mar Muerto, y quizás aún más la salinidad del lago Assal, que es el lago más salino fuera de Antártida. El lago Vanda es meromíctico, lo que significa que las aguas profundas del lago no se mezclan con las aguas menos profundas. Hay tres capas distintas de agua que van desde una temperatura de +23 °C en la capa inferior, pasando por la capa media que se encuentra a +7 °C, hasta la capa superior cuya temperatura es de +4 a +6 °C. Es uno de los tantos lagos salinos en los valles libres de hielo de las montañas Transantárticas. El río más largo de Antártida, el río Onyx, fluye hacia el oeste, tierra adentro, hacia el lago Vanda. Hay una estación meteorológica en la desembocadura del río.
El lago está cubierto por una capa de hielo transparente (3,5-4 m de espesor) durante todo el año, aunque el derretimiento a finales de diciembre forma un foso de aproximadamente 50 m de la orilla. La superficie de hielo no está cubierta con nieve y está "lleno de baches con grietas y líneas derretidas." Durante los meses más fríos el foso se congela. 
Si bien ninguna especie de peces viven en el lago Vanda o en el río Onyx, vida microscópica como floraciones de algas cianobacterias han sido registradas. Debido a la preocupación por el impacto al medio ambiente que puede ocurrir durante la investigación, las operaciones de buceo científico son limitadas a trabajar en la capa superior (por encima de 30 m) y no se permite el uso de un vehículo operado a distancia.

## Estación Vanda

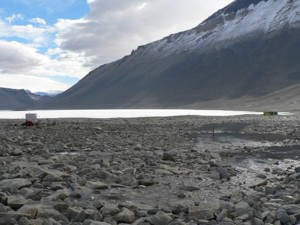
El lago cubierto de hielo con el río Onyx al fondo a la derecha

Los visitantes a la Estación del Lago Vanda de Estados Unidos podían sumergirse en las aguas de alta salinidad cuando el borde de la capa de hielo se derretía durante el verano y formaba un 'foso'. 
La estación Vanda fue retirada en 1995 ya que el nivel del agua subió, y fue reemplazada por un centro de acogida, llamado Lake Vanda Hut (77°31′22″S 161°41′20″E / -77.52278, 161.68889), que es periódicamente atendido por entre 2 y 8 investigadores.